# فرخنده پشت‌زیتونی
فرخنده پشت‌زیتونی (نام علمی: Mitrospingus oleagineus) نام یک گونه از سرده فرخنده‌های کلاه‌پوش است.